# Dolichorrhiza
Dolichorrhiza là một chi thực vật có hoa trong họ Cúc (Asteraceae).

## Loài
Chi Dolichorrhiza gồm các loài: